# Stanisław Solarz

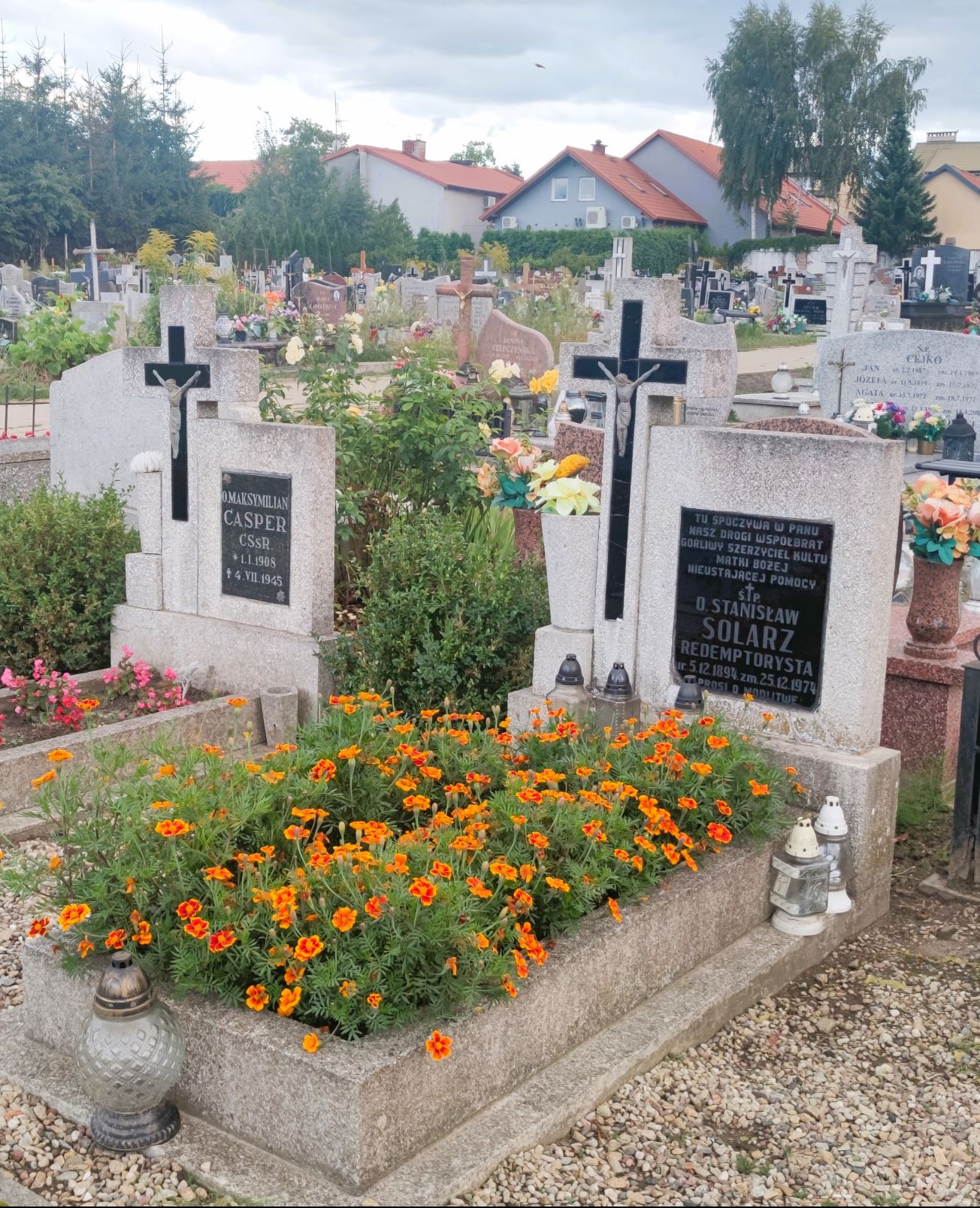
Grób ojca (pierwszy) na cmentarzu przy ul. Morskiej w Braniewie

Stanisław Solarz CSsR (ur. 5 maja 1894 w Ołpinach k. Jasła, zm. 25 grudnia 1974 w Braniewie) – polski redemptorysta, dyrektor seminarium w Toruniu, po wojnie proboszcz parafii św. Krzyża w Braniewie. Propagator kultu Matki Bożej Nieustającej Pomocy, nauczyciel, podczas wojny organizator tajnego nauczania, działacz społeczny na rzecz ubogich i opuszczonych, odznaczony Złotym Krzyżem Zasługi.

## Życiorys
Urodził się 5 maja 1894 w Ołpinach koło Jasła. Ze względu na słabe przygotowanie nie został przyjęty do gimnazjum w Jaśle i rozpoczął naukę w niższym seminarium w Tuchowie. Pierwszą profesję zakonną złożył 2 sierpnia 1914 roku, święcenia kapłańskie otrzymał 20 marca 1920 roku. Po święceniach nauczał łaciny, języka niemieckiego oraz biologii w małym seminarium w Toruniu. W latach 1923–1930 pełnił obowiązki dyrektora Juvenatu, czyli małego seminarium duchownego w Toruniu. Prowadził bardzo szeroką działalność charytatywną na rzecz ubogich i opuszczonych. Założył Towarzystwo Świetlic Charytatywnych. Gromadził w nich dorosłych i dzieci zarówno w celu wyżywienia, jak również wychowania religijnego. W listopadzie 1936 został odznaczony przez prezydenta Rzeczypospolitej Polskiej Ignacego Mościckiego Złotym Krzyżem Zasługi.

### Działalność konspiracyjna
Po wybuchu II wojny światowej rozpoczął nauczanie w tajnym małym seminarium w Krakowie. Jednym z głównych zadań redemptorystów w Krakowie było prowadzenie tajnego nauczanie na poziomie gimnazjum (czyli szkoły średniej) w juwenacie. Ośrodek ten spełniał znaczną rolę w procesie formacyjnym kandydatów do zgromadzenia, lecz nie tylko, ponieważ w tajnych kompletach zdobywali zakazaną dla Polaków wiedzę w dużej mierze też chłopcy, którzy nie wiązali się na stałe z redemptorystami, a tylko tu mieli możliwość zdobywania wówczas wykształcenia. Szczególną rolę spełniał w tym zakresie dyrektor tajnego juwenatu – ojciec Stanisław Solarz. Już w 1939 roku nawiązał kontakt najpierw z rektorem Uniwersytetu Jagiellońskiego profesorem Lehrem-Spławińskim, a następnie od 1943 roku ściśle współpracował z profesorem Janem Sajdakiem, działaczem Tajnej Organizacji Nauczycielskiej (TON). Ojciec Solarz gromadził wokół klasztoru redemptorystów na krakowskim Podgórzu uczniów z przedwojennego juwenatu w Toruniu, którzy pochodzili z Krakowa i obszaru Generalnego Gubernatorstwa. Zdobył przedwojenną listę i adresy juwenistów, a następnie osobiście informował osoby o rozpoczęciu tajnego nauczania, pomagał też uczniom znajdować stancje u rodzin zaprzyjaźnionych z klasztorem redemptorystów. Oprócz tego udzielał pomocy znajomym członkom krakowskiej siatki Armii Krajowej, a także rodzinom osób aresztowanych lub represjonowanych. Organizował ukrywającym się żołnierzom AK tymczasowe kryjówki wśród zaprzyjaźnionych rodzin Podgórza i wspierał ich materialnie.

### Propagowanie kultu Matki Bożej Nieustającej Pomocy
Podczas pracy w okupowanym przez Niemców Krakowie swoją pracę wychowawczą związał z kultem Matki Bożej Nieustającej Pomocy. Organizował liczne konferencje, w których nawiązywał do tej cudownej ikony, wydawał gazetkę pod tytułem „Straż Matki Bożej Nieustającej Pomocy”, której pierwszy numer ukazał się w maju 1945 roku. Z inicjatywy o. Solarza budowano specjalne kapliczki ku czci Matki Bożej Nieustającej Pomocy. Podczas wycieczek wnoszono je na okoliczne szczyty i wieszano na drzewach przy szlakach turystycznych. W okresie pobytu o. Solarza w Łomnicy zbudowano kapliczki m.in. na Halę Łabowską, Halę Pisaną, Kiczarz i na Radziejową w Beskidzie Sądeckim. O. Solarz został mianowany przewodniczącym komisji kultu Matki Bożej Nieustającej Pomocy i św. Alfonsa. Zajmował się koordynacją pracy misjonarzy przy tworzeniu Arcybractwa Matki Bożej Nieustającej Pomocy i św. Alfonsa, pozyskiwał materiały do jego prowadzenia, gromadził, tłumaczył i opracowywał dokumenty, pomoce kaznodziejskie i instrukcje pastoralne, zbierał dane na temat ośrodków kultu ikony.
W 1947 został skierowany do Torunia i mianowany prefektem kleryków-licealistów, którzy uzupełniali wykształcenie w zakresie szkoły średniej. W latach 1949–1950 był magistrem nowicjatu w Łomnicy, w latach 1950–1955 w klasztorze w Braniewie. W Braniewie ponadto pełnił funkcję proboszcza parafii św. Krzyża funkcjonującej przy klasztorze (do 1959). W latach 1951–1968 wydawał „Biuletyn kultu MBNP”.
Zmarł 25 grudnia 1974 roku w Braniewie, pochowany został w alejce ojców redemptorystów na cmentarzu przy ul. Morskiej.